# Bălți
Bălți ou, em português, Baltse (pronúncia em romeno: AFI: /ˈbəltsʲ/; em alemão: Belz; em polaco: Bielce; em russo: Бельцы; romaniz.: Beltsy; em ucraniano: Бєльці; Bielci; em iídiche: בעלץ‎; Belts) é um município da Moldávia. O município de Bălți é o centro cultural e industrial da região do norte da Moldávia e a terceira maior cidade do país (após Chișinău e Tiraspol). Bălți é frequentemente chamada "a capital do norte".

## Geografia
A 1 de Janeiro de 2005, a sua população era de 126 728 habitantes. Engloba a cidade de Bălți e algumas zonas rurais. A cidade é situada sobre o rio Răut (Reut às vezes inexatamente escrito, um afluente de Dniestr), no meio de uma paisagem acidentada que anteriormente esteve coberta de florestas, mas que desde então foi destruída quase inteiramente.

## Etimologia
A palavra "Bălți" (em romeno sing. "baltă") é traduzida literalmente como "os pântanos" (igualmente - "charcos"). Considera-se que a cidade tenha sido nomeada assim porque se encontra sobre terras pantanosas.

## Organização administrativa

### Estatuto
Bălți é um dos 5 municípios, uma unidade territorial e administrativa independente. O grande município de Bălți é composto de duas comunas Elizavetovca e Sadovoe. Os órgãos do poder do municipe são: o Conselho Municipal e o presidente da Câmara Municipal, que está à cabeça da câmara municipal.

## Transportes

### Aeroportos
A cidade tem também dois aeroportos operacionais, um de que é internacional: Aeroporto de Bălți-Leadoveni, alguns quilômetros ao norte (perto da vila de Corlăteni, chamada anteriormente Leadoveni), moderno pelos padrões de Soviete, construídos nos 1980s, onde o avião grande pode aterrar (um 2.200 medidores de pista de decolagem). Nenhuma informação sobre a sua atividade atual está disponível. Um segundo aeroporto, Aeroporto de Bălți-Cidade, para aviões pequenos, situa-se nos subúrbios orientais da cidade. Mais atrasado estava o aeroporto o mais importante na região circunvizinha durante a Segunda Guerra Mundial.